# Liste antiker Ortsnamen und geographischer Bezeichnungen/Am
| Lateinischer Name     | Griechischer Name                          | Beschreibung                                                                      | Heute                                                                                    | Quellen und Verweise                                              | Lage |
| --------------------- | ------------------------------------------ | --------------------------------------------------------------------------------- | ---------------------------------------------------------------------------------------- | ----------------------------------------------------------------- | ---- |
| Amadoci               | Ἀμάδοκοι (Amádokoi)                        | Volk in Sarmatien                                                                 |                                                                                          | Smith;                                                            |      |
| Amadoka               |                                            | Ort in Sarmatien                                                                  |                                                                                          |                                                                   |      |
| Amalekitae            |                                            |                                                                                   |                                                                                          | Smith;                                                            |      |
| Amanides Pylae        |                                            |                                                                                   |                                                                                          | Smith;                                                            |      |
| Amantia               | Ἀμαντία (Amantia)                          | Stadt in Illyrien                                                                 | 30 km östlich von Vlora in Albanien                                                      | PECS; Pleiades; Smith;                                            |      |
| Amanus                | Ἄμανος (Amanos)                            | Gebirge im Osten Kilikiens                                                        | Amanos Dağları östlich des Golfs von İskenderun in der Türkei                            | RE; Smith;                                                        |      |
| Amardi, Mardi         | Μαρδοί (Mardoi)                            | vorderasiatische Stämme in Armenia                                                |                                                                                          | Smith;                                                            |      |
| Amardus               |                                            |                                                                                   |                                                                                          | Smith;                                                            |      |
| Amari Lacus           |                                            |                                                                                   |                                                                                          | Smith;                                                            |      |
| Amarynthus            |                                            |                                                                                   |                                                                                          | Smith;                                                            |      |
| Amasenus              |                                            |                                                                                   |                                                                                          | Smith;                                                            |      |
| Amasia                | Ἀμασία (Amasia), Ἀμάσεια (Amaseia)         | Stadt in Pontos                                                                   | Amasya in der Türkei                                                                     | PECS; Smith;                                                      |      |
| Amastra               |                                            |                                                                                   |                                                                                          | Smith;                                                            |      |
| Amastris              | Ἄμαστρις (Amastris)                        | Stadt in Paphlagonien                                                             | Amasra in der Türkei                                                                     | PECS; Smith;                                                      |      |
| Amathus               | Ἀμαθοῦς (Amathous)                         | Stadt an der Südküste von Zypern                                                  | 11 km östlich von Limassol                                                               | PECS; Smith;                                                      |      |
| Amathus               | Ἀμαθοῦς (Amathous)                         | Festungsstadt und Hauptort eines Bezirks im Ostjordanland                         |                                                                                          | Smith;                                                            |      |
| Amazones              |                                            |                                                                                   |                                                                                          | Smith;                                                            |      |
| Ambarri               |                                            |                                                                                   |                                                                                          | Smith;                                                            |      |
| Ambiatinus Vicus      |                                            |                                                                                   |                                                                                          | Smith;                                                            |      |
| Ambibari              |                                            |                                                                                   |                                                                                          | Smith;                                                            |      |
| Ambiliati             |                                            | gallischer Keltenstamm                                                            | Siedlungsgebiet südlich der Mündung der Loire in den Atlantik                            | Smith;                                                            |      |
| Ambisontes            |                                            |                                                                                   |                                                                                          | Smith;                                                            |      |
| Ambivareti            |                                            | gallischer Keltenstamm                                                            | Siedlungsgebiet nördlich des Gebietes der Haeduer                                        | Smith;                                                            |      |
| Amblada               | Ἄμβλαδα (Amblada)                          | Stadt in Pisidien                                                                 |                                                                                          | Smith;                                                            |      |
| Ambracia              | Ἀμβρακία (Ambrakia), Ἀμπρακία (Amprakia)   | Stadt in Epirus am Ambrakischen Golf                                              | Arta in Griechenland                                                                     | RE; Smith;                                                        |      |
| Ambracius Sinus       |                                            |                                                                                   |                                                                                          | Smith;                                                            |      |
| Ambracus              | Ἄμβρακος (Ambrakos)                        | Hafen von Ambrakia am Ambrakischen Golf                                           | Reste auf der Insel Phidokastro südlich von Arta                                         | PECS; Pleiades; RE; Smith;                                        |      |
| Ambrussum             |                                            | Ort an der Via Domitia in Gallien                                                 | bei Villetelle im Département Hérault in Südfrankreich                                   | PECS; RE;                                                         |      |
| Ambrysus              |                                            |                                                                                   |                                                                                          | Smith;                                                            |      |
| Amenanus              |                                            |                                                                                   |                                                                                          | Smith;                                                            |      |
| Ameria                | Ἀμερία (Ameria)                            | Stadt in Umbrien                                                                  | Amelia in der Provinz Terni                                                              | PECS; RE; Smith;                                                  |      |
| Ameria                | Ἀμερία (Ameria)                            | Ort in Pontos mit einem Heiligtum des Men Pharnakes und der Selene                | in der Nähe von Niksar, dem antiken Kabeira                                              | Strab. 12.3.31; RE; Smith;                                        |      |
| Ameriola              |                                            |                                                                                   |                                                                                          | Smith;                                                            |      |
| Ameselum              |                                            |                                                                                   |                                                                                          | Smith;                                                            |      |
| Amestratus            | Ἀμήστρατος (Amēstratos)                    | Stadt im Norden Siziliens                                                         | möglicherweise Mistretta in der Provinz Messina                                          | PECS; RE; Smith;                                                  |      |
| Amibiani              |                                            |                                                                                   |                                                                                          | Smith;                                                            |      |
| Amida, Amido          | Ἄμιδα (Amida)                              | Stadt am rechten Tigrisufer in Südostanatolien                                    | Diyarbakır in der Türkei                                                                 | PECS; RE; Smith;                                                  |      |
| Amilus                |                                            |                                                                                   |                                                                                          | Smith;                                                            |      |
| Amisia                |                                            | Fluss Ems                                                                         |                                                                                          | Smith;                                                            |      |
| Amisia                | Ἀμάσεια (Amaseia), Ἄμισσα (Amissa)         | Siedlung an der Ems                                                               |                                                                                          | Ptol. 2.11.13; 8.6.3; Steph. Byz. s. v. A.; Tac. ann. 2.8; Smith; |      |
| Amisus                | Ἀμισός (Amisos)                            | Stadt in Pontos in Asia minor                                                     | Samsun an der türkischen Schwarzmeerküste                                                | PECS; RE; Smith;                                                  |      |
| Amiternum             | Ἀμίτερνον (Amiternon), Ἀμίτερνα (Amiterna) | Stadt der Sabiner im Tal des Aternus in Italien                                   | Ortsteil San Vittorino der Stadt L’Aquila in den Abruzzen                                | PECS; RE; Smith;                                                  |      |
| Ammaedara             |                                            | Stadt in Africa proconsularis                                                     | Haïdra in Tunesien                                                                       | PECS; Pleiades; RE;                                               |      |
| Ammonitae             |                                            |                                                                                   |                                                                                          | Smith;                                                            |      |
| Ammonium, Ammonion    |                                            | Orakel von Siwa                                                                   |                                                                                          |                                                                   |      |
| Amnatus               | (Amnatos)                                  | Ort auf Kreta                                                                     | 14 km östlich von Rethymno                                                               | PECS; Pleiades;                                                   |      |
| Amnias                | Αμνίας (Amnias)                            | Nebenfluss des Halys in Pontos                                                    | Gökırmak                                                                                 | Smith;                                                            |      |
| Amnisus               | Άμνισός (Amnisos)                          | minoische Hafenstadt auf Kreta                                                    | etwa 7 km östlich von Iraklio                                                            | PECS; RE; Smith;                                                  |      |
| Amorgos               | Ἀμοργός (Amorgos)                          | Insel der südlichen Kykladen                                                      |                                                                                          | PECS; RE; Smith;                                                  |      |
| Amorites              |                                            |                                                                                   |                                                                                          | Smith;                                                            |      |
| Amorium               | Ἀμόριον (Amorion)                          | byzantinische Stadt in Phrygien                                                   | bei Hisarköy                                                                             | Smith;                                                            |      |
| Amos                  |                                            | Stadt in Karien                                                                   | Hisarburnu, 11 km südlich von Marmaris                                                   | PECS; Pleiades; RE;                                               |      |
| Ampe                  |                                            |                                                                                   |                                                                                          | Smith;                                                            |      |
| Ampelos               | Ἄμπελος (Ampelos)                          | Kap an der Südostküste von Kreta                                                  |                                                                                          | Ptol. 3.17.4); Plin. nat. 4.59;                                   |      |
| Ampelos               | Ἄμπελος (Ampelos)                          | Kap an der Südwestspitze der Insel Samos                                          | Domeniko                                                                                 | Strab. 14.1.15; Ptol. 5.2.30; Steph. Byz. s. v.;                  |      |
| Ampelos               | Ἄμπελος (Ampelos)                          | Kap am Südende der Halbinsel Sithonia                                             |                                                                                          | Hdt. 7.122 f.; Ptol. 3.12.10; Plin. nat. 4.37; Smith;             |      |
| Ampelum               |                                            | Stadt in Dakien, Sitz des römischen Bergamtes und der aurariae von Alburnus Maior | Zlatna in Rumänien                                                                       | PECS; Pleiades; RE;                                               |      |
| Ampelusia             |                                            |                                                                                   |                                                                                          | Smith;                                                            |      |
| Amphaxitis            |                                            |                                                                                   |                                                                                          | Smith;                                                            |      |
| Ampheia               |                                            |                                                                                   |                                                                                          | Smith;                                                            |      |
| Amphiale              |                                            |                                                                                   |                                                                                          | Smith;                                                            |      |
| Amphicaea             |                                            |                                                                                   |                                                                                          | Smith;                                                            |      |
| Amphidoli             |                                            |                                                                                   |                                                                                          | Smith;                                                            |      |
| Amphigeneia           |                                            |                                                                                   |                                                                                          | Smith;                                                            |      |
| Amphilochia           | Ἀμφιλοχία (Amphilochia)                    | Landschaft im Westen von Nordgriechenland, im Hinterland des ambrakischen Golfes  |                                                                                          | RE; Smith;                                                        |      |
| Amphimalla            |                                            |                                                                                   |                                                                                          | RE; Smith;                                                        |      |
| Amphipolis            | Ἀμφίπολις (Amphipolis)                     | Stadt in Thrakien                                                                 |                                                                                          | PECS; RE; Smith;                                                  |      |
| Amphissa              | Ἄμφισσα (Amphissa)                         | größte Stadt der westlichen Lokris                                                | Amfissa                                                                                  | RE; Smith;                                                        |      |
| Amphitrope            |                                            |                                                                                   |                                                                                          | Smith;                                                            |      |
| Amphrysus             |                                            |                                                                                   |                                                                                          | Smith;                                                            |      |
| Ampsaga               |                                            |                                                                                   |                                                                                          | RE; Smith;                                                        |      |
| Ampsanctus, Amsanctus |                                            | kleiner See mit Schwefelausdünstungen im Gebiete der Hirpiner                     | zwischen Rocca San Felice und Frigento in Kampanien                                      | PECS; Pleiades; RE; Smith;                                        |      |
| Amyclae               |                                            | Stadt im mittleren Eurotastal                                                     |                                                                                          | PECS; RE; Smith;                                                  |      |
| Amyclae               |                                            | Stadt in Kampanien                                                                |                                                                                          | Smith;                                                            |      |
| Amydon                |                                            |                                                                                   |                                                                                          | RE; Smith;                                                        |      |
| Amymone               | Ἀμυμώνη (Amymōnē)                          | südlicher Begrenzungsfluss des heiligen Bezirks von Lerna                         | Myli, 7 km südlich von Argos                                                             | RE; Smith;                                                        |      |
| Amyrus                |                                            |                                                                                   |                                                                                          | Smith;                                                            |      |
| Amystis               |                                            |                                                                                   |                                                                                          | Smith;                                                            |      |
| Amyzon                | Ἀμυζών (Amyzōn)                            | Stadt in Karien                                                                   | Mazın Kalesi beim heutigen Dorf Gaffarlar im Bezirk Koçarlı der türkischen Provinz Aydın | PECS; Pleiades; RE; Smith;                                        |      |